# Steenhoffstraat 40
De voormalige langhuisboerderij aan de Steenhoffstraat is een gemeentelijk monument in de gemeente Soest in de provincie Utrecht.
De boerderij werd in de tweede helft van de negentiende eeuw gebouwd en staat op de hoek van de later aangelegde Dalweg. Het is een van de laatste agrarische bebouwing aan de Steenhoffstraat. In 1938 werd het achterhuis verlengd met tweeënhalve meter, en de zijgevels werden vernieuwd. Het met riet gedekte zadeldak is achteraan afgewolfd, de achtermuur is bepleisterd. Het vroegere hooiluik is vervangen door een venster. De grotere vensters van de boerderij hebben groen geverfde luiken. In 1967 verdwenen de kelder met opkamer. Het venster rechts in de voorgevel werd toen vervangen door een groter venster en het enkele venster in de top werd vervangen door twee kleinere.